# راپید سیتی (میشیگان)
راپید سیتی (به انگلیسی: Rapid City) یک منطقهٔ مسکونی در ایالات متحده آمریکا است که در شهرستان کالکاسکا، میشیگان واقع شده‌است. راپید سیتی ۱٬۳۵۲ نفر جمعیت دارد و ۱۹۲٫۰۳ متر بالاتر از سطح دریا واقع شده‌است.